# Chursdorf (Penig)
Chursdorf ist ein Ortsteil der Stadt Penig im Landkreis Mittelsachsen (Freistaat Sachsen).

## Geografie
Chursdorf liegt etwa vier Kilometer südöstlich der Stadt Penig an der nach Burgstädt führenden Kreisstraße.

## Geschichte
Chursdorf ist wahrscheinlich eine Gründung eines Conrad genannten Lokators im Zuge der bäuerlichen Landnahme im 12. Jahrhundert. Möglicherweise wurde der Ort von der Burg Drachenfels aus in einem Bachtal besiedelt. Es entstand ein typisches Waldhufendorf.
Die erste urkundliche Erwähnung stammt aus dem Jahr 1357, als Güter in der Umgebung der Burggräfin Elisabeth von Leisnig als Heiratsgabe verehrt wurden.

## Ausflugsziele
Zu den Ausflugszielen von Chursdorf gehören die Höllmühle und der benachbarte Höllteich.

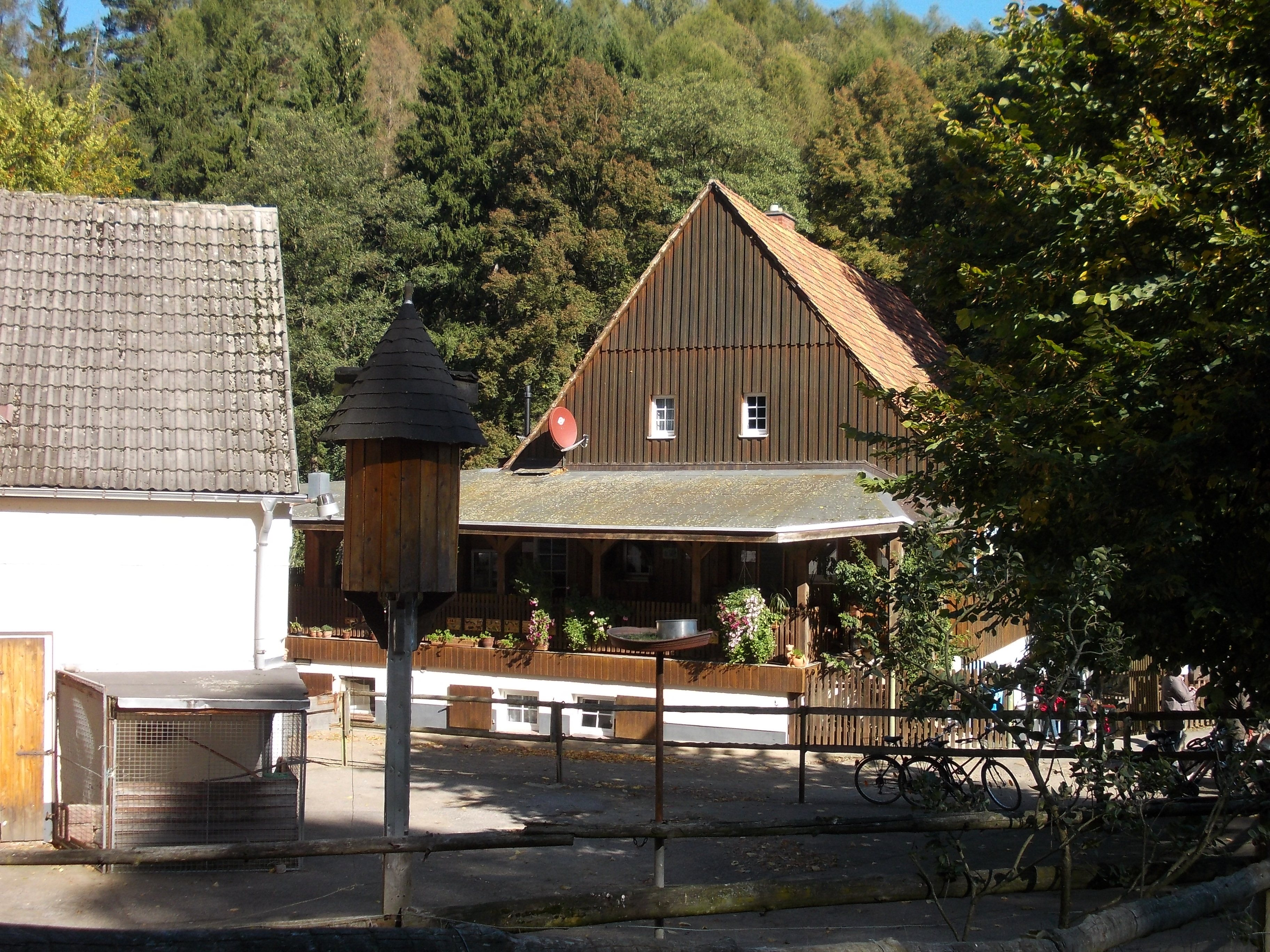
Die Höllmühle
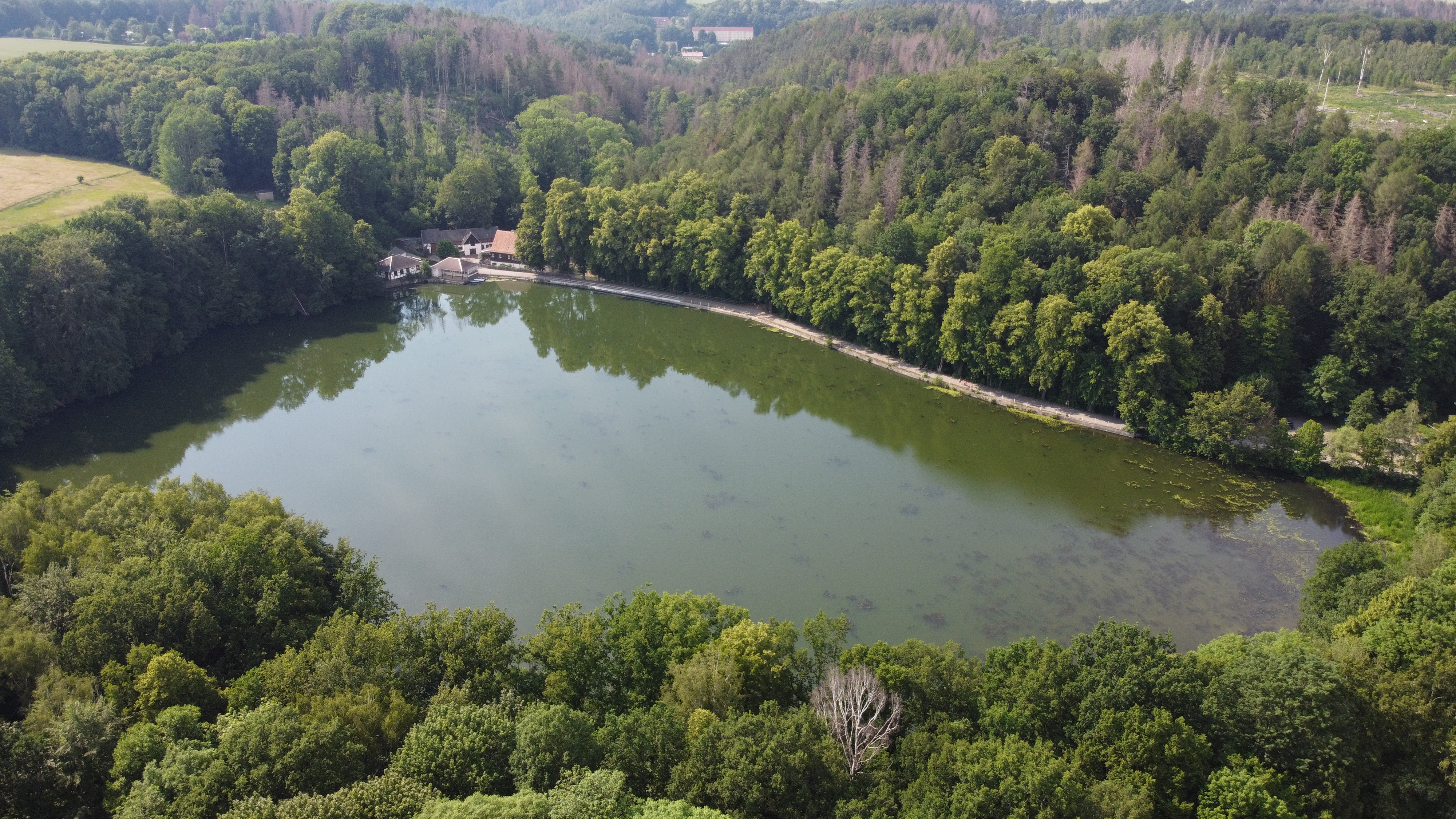
Der Höllteich mit Höllmühle